# Kecskemét
Kecskemét (kɛtʃkɛme:t) (in tedesco Ketschkemet, in croato Kečkemerac) è l'ottava città in ordine di grandezza dell'Ungheria, capoluogo della contea di Bács-Kiskun.

## Geografia fisica
Kecskemét è situata nell'Ungheria centro meridionale nel bel mezzo della Grande pianura ungherese, a metà strada tra Budapest e Seghedino, distanti entrambe 86 km e nella zona compresa tra i fiumi Danubio e Tibisco.
Il suo clima è fortemente continentale: caratterizzato da un caldo secco, talvolta anche estremamente secco, d'estate e da inverni lunghi che cessano con lo scioglimento delle nevi verso la metà di aprile.

## Storia
L'area intorno alla città era abitata, secondo quanto emerso dagli scavi archeologici effettuati, già durante l'età del bronzo.
L'area fu abitata inizialmente dagli iazigi intorno al 20 d.C., seguiti poi da ondate successive nei secoli di sarmati, unni, goti, gepidi ed avari.
Infine verso l'anno 1000 arrivarono i magiari.
Agli inizi del XIII secolo l'area vedeva sorgere sette piccoli villaggi con una popolazione di 200-300 abitanti.
Questi furono distrutti dall'arrivo dei Mongoli.
Alcuni di questi piccoli centri tornarono, verso la fine del Duecento, a nuova vita grazie alla colonizzazione dei cumani, invitati a ripopolare la zona dai sovrani ungheresi.
Nel 1368 l'odierna città viene menzionata nel diploma del re Luigi I d'Ungheria come una borgata di agricoltori.
La sua posizione, al centro di vie commerciali e di terreni agricoli fertili, ne ha consentito uno sviluppo lento ma costante.
Nel XV secolo Kecskemét era già una città e durante l'occupazione ottomana dell'Ungheria la città prosperò grazie al suo ruolo importante nel commercio.
Grazie ad una protezione fornita da palizzate costruite intorno al suo perimetro, si popolò per l'afflusso delle popolazioni agresti del circondario che si mossero verso il centro magiaro in cerca di maggior protezione dalle scorrerie e dalle continue azioni belliche turche.
Tuttavia la protezione derivò anche da ragioni di tipo fiscale, in quanto era una delle poche città che pagava direttamente le tasse al pascià di Buda e questo le conferì sicuramente un trattamento meno duro rispetto ad altri insediamenti.
La città fu molto gradita al Sultano che la risparmiò dalla distruzione.
Passata come il resto dell'Ungheria nelle mani degli Asburgo tra la fine del Seicento e l'inizio del Settecento conosce un primo importante sviluppo edilizio.
Nel XIX secolo era parte di un importante distretto del vino.
Nel 1950 la città, viste le sue accresciute dimensioni e la sua importanza, è diventata il capoluogo della provincia del Bács-Kiskun, la provincia più grande del Paese, ed è oggi insieme a Seghedino uno dei centri culturali, amministrativi ed economici più importanti dell'Ungheria meridionale.
Grazie all'opera di pianificazione urbana realizzata da József Kerényi, la città ha conservato i suoi edifici storici fino al giorno d'oggi.

## Zone della città
Kecskemét è divisa nelle seguenti 21 zone più il centro della città che è escluso dalla numerazione.
- Belváros (centro della città)
- I. Árpádváros
- II. Máriaváros
- III. Széchenyiváros
- IV. Bethlenváros
- V. Rákócziváros
- VI. Erzsébetváros
- VII. Kossuthváros
- VIII. Hunyadiváros
- IX. Szent István-város (Műkertváros, Szolnoki-hegy)
- X. Szent László-város (Rendőrfalu)
- XI. Alsószéktó (Szeleifalu)
- XII. Felsőszéktó (Petőfiváros, Sutusfalu)
- XIII. Talfája
- XIV. Katonatelep
- XV. Repülőtér (Reptéri-lakótelep)
- XVI. Matkó
- XVII. Kadafalva
- XVIII. Szarkás
- XIX. Hetényegyháza
- XX. Méntelek
- XXI. Borbáspuszta

Nei dintorni della città vi sono inoltre numerosi borghi tra cui i più grandi sono quelli di Helvécia, Lakitelek, Nyárlőrinc, Hetényegyháza, Városföld, Ballószög, Ágasegyháza.

## Monumenti e luoghi d'interesse
I monumenti di Kecskemét sono perlopiù concentrati nel centro della città e si contraddistinguono per la compresenza di elementi di stile liberty, eclettico e barocco, che talvolta si distinguono mentre in altri casi quasi si confondono.
Intorno a Kossuth Tér (la piazza principale) sorgono:
- La Concattedrale cattolica dell'Ascensione del Signore, chiamata più comunemente dai residenti Nagytemplom (grande chiesa). Progettata da Gáspár Oswald e costruita tra il 1774 ed il 1806 in stile tardobarocco, domina con la sua struttura imponente la piazza.
- La chiesa luterana, progettata dall'architetto Miklós Ybl ed edificata nel biennio 1862-1863 in stile neoromanico.
- La chiesa di San Nicola con annesso convento francescano. La struttura è più nota come Barátok templom (la chiesa dei frati). Questo monumento è uno dei più antichi della città: la sua costruzione risale al XIV secolo. Una ristrutturazione alla fine del Seicento l'ha resa come oggi appare, in stile barocco e con alcuni locali ampliati. L'opera sarà definitivamente completata con il campanile nel 1790.
- Il municipio. Edificato nel 1893 su progetto degli architetti Ödön Lechner e Gyula Pártos, è decorato esternamente con mattonelle di ceramica Zsolnay che nelle loro fantasie si ispirano all'arte popolare ungherese e turca. L'aspetto generale vede una mescolanza di architettura barocca e rinascimentale.

Non lontano da questi vi si possono trovare:
- La Casa della Scienza e della Tecnica, che trova la sua sede in quella che prima della deportazione degli ebrei della città, durante la seconda guerra mondiale, era la sinagoga. La sua costruzione ebbe luogo tra il 1862-1871.
- Palazzo di Cifra (Cifra Palota, "Palazzo Decorato"). È uno dei palazzi più belli della città, costruito nel 1902 in stile Liberty. Come si capisce dal nome stesso la struttura è ampiamente decorata sia esternamente che internamente.

Il suo valore è ulteriormente arricchito dal fatto che ospita la Pinacoteca di Kecskemét, nonché una collezione di ori delle popolazioni avare che sono stati ritrovati nel circondario.
- Il Nuovo Collegio, gestito dalla Chiesa Calvinista, è un edificio imponente in stile Art Nouveau del 1911. Ospita istituzioni scolastiche private.
- Convento dei padri piaristi, edificato nel 1725 in stile barocco a cui è praticamente attaccato l'istituto scolastico gestito dal medesimo ordine che risale ad un'epoca più recente (la sua costruzione è del 1825 e si presenta in stile tardo barocco.
- La Chiesa Piarista, poco distante dalle strutture poco sopra menzionate che ha visto il suo sorgere nel medesimo periodo del convento e ne condivide anche lo stile artistico.
- La Chiesa Greca (Görög templom) che è l'unico luogo di culto per la piccola comunità cattolica di rito bizantino. Nei locali adiacenti vi è anche un museo dell'iconografia sacra.

La struttura ha visto la sua costruzione tra il 1824 ed il 1829.
- Il teatro comunale, intitolato al drammaturgo Katona József. Costruito in stile eclettico nel 1896, il teatro comunale si presenta come una delle punte di diamante sia in materia culturale che monumentale della vita cittadina. Pur piccolo nella sua capienza, vede i suoi interni ampiamente decorati. Di fronte al teatro si staglia una colonna dedicata alla Santa Trinità. Questa opera è di epoca precedente, essendo stata eretta nel 1742.
- La Casa della Gioventù è una costruzione che accoglie attività dedicate ai più giovani. Pensata e realizzata in stile liberty.
- Infine non può mancare una menzione per la cappella dedicata alla Vergine Maria situata all'interno dell'Arboretum, un giardino botanico comunale posto ai confini del centro abitato ospitante numerose specie arboree locali e di provenienza estera.

## Società

### Evoluzione demografica
La popolazione di Kecskemét ha conosciuto uno sviluppo durante tutto il XX secolo.
Ha sfondato il tetto dei 100.000 abitanti nel 1983 e conosce una costante progressione al rialzo tanto che la stima per il 2010 è di 114.000 abitanti. 
| \| \| \| \| \| \| \| \| \| \| \| \| \| \| 1900 \| 1910 \| 1920 \| 1930 \| 1941 \| 1949 \| 1960 \| 1970 \| 1980 \| 1990 \| 2000 \| 2010 \| \| 43 240 \| 49 587 \| 52 173 \| 54 656 \| 59 548 \| 57 327 \| 66 388 \| 79 978 \| 92 047 \| 102 516 \| 105 606 \| 114 000[1] \| |        |        |        |        |        |        |        |        |         |         |         |
| L'evoluzione demografica di Kecskemét dal 1900 in poi |        |        |        |        |        |        |        |        |         |         |         |
| |        |        |        |        |        |        |        |        |         |         |         |
| 1900 | 1910   | 1920   | 1930   | 1941   | 1949   | 1960   | 1970   | 1980   | 1990    | 2000    | 2010    |
| 43 240 | 49 587 | 52 173 | 54 656 | 59 548 | 57 327 | 66 388 | 79 978 | 92 047 | 102 516 | 105 606 | 114 000 |

Dall'ultima indagine nazionale sulla composizione etnica delle città ungheresi tenutasi nel 2001 è stata rilevata per Kecskemét una composizione etnica, a differenza di molti altri centri magiari, piuttosto omogenea:
il 95% ungheresi, lo 0,8% di rom, 0,4% di tedeschi, 0,2% di slovacchi ed il restante 4,8% di altre etnie (compresi italiani, caraibici e russi)
La presenza di membri di etnia rom è andata crescendo nel tempo, tanto che nel 1994 essi hanno costituito un ente locale che si occupa delle questioni di questa minoranza (la legislazione ungherese prevede la creazione di queste entità sub-amministrative laddove esista una minoranza etnica che intenda salvaguardare la propria identità ed i propri interessi in un determinato territorio).

### Eventi
- La città ospita ogni due anni (in quelli pari) una manifestazione denominata Csiperó, un meeting a livello internazionale dedicato all'infanzia ed alla gioventù.

La manifestazione si tiene durante i mesi estivi e consiste spesso in rappresentazioni musicali ed attività culturali di vario tipo.
- Nel territorio cittadino sorge un'importante base aerea militare che, con una cadenza anche in questo caso biennale, ospita il Repülõnap (la Giornata dell'Aeronautica), sempre nei mesi estivi.

Si tratta di una giornata in cui la struttura si apre al pubblico ed ospita esibizioni acrobatiche di aeronautica militare, civile e sportiva.
È un evento che vede la partecipazione di numerose pattuglie acrobatiche di molti Paesi, non escluse la Frecce Tricolori.

## Cultura

### Musei
- Museo Ungherese della Fotografia (Magyar Fotográfiai Múzeum). È l'unico del suo genere nel Paese magiaro, ospita una collezione vastissima di fotografie oltre che mostre monografiche del settore.
- Museo dell'arte popolare (Népi Iparművészeti Gyűjtemény ). Ospita una mostra permanente di oggetti appartenente alla vita pastorale e contadina popolare, nonché una collezione di ceramiche locali di fattura artistica ed esempi di produzioni tessili tipiche della zona. Alla mostra permanente si affiancano esposizioni temporanee che hanno a che fare con l'arte popolare.
- Museo dell'arte naïf. È l'unica esposizione di arte naïf in Ungheria. Le opere esposte sono tutte di artisti ungheresi che si rifanno a questo genere.
- Collezione Bozsó (Bozsó Gyűjtemény). È una collezione privata donata alla città dal pittore e collezionista d'arte János Bozsó (1922-1998). I pezzi che vi si possono trovare sono tra i più vari, dalle manifatture artigianali transilvane a quadri di maestri quali Mihály Munkácsy e Gyula Benczúr.
- Museo Ráday. Questo museo esibisce le tendenze e le manifestazioni artistiche della comunità protestante.

Il museo raccoglie anche due collezioni monografiche: la collezione degli orologi e quella dei minerali (con minerali e fossili provenienti da ogni continente).

## Economia
Le condizioni climatiche ed il terreno pianeggiante che la circonda fanno di Kecskemét un importante centro agricolo.
Le produzioni di tale settore sono per lo più caratterizzate da grano, albicocche, paprica e pomodori.
Presenti numerose aziende di trasformazione alimentare.
Proprio in questo settore spicca la distillazione di un alcolico tipico denominato pálinka, a base di albicocche o prugne; in particolare è presente una grande distilleria di proprietà della Zwack (la stessa casa produttrice del più noto Unicum).
La vocazione essenzialmente agricola della città non ha impedito il sorgere di alcuni plessi industriali metalmeccanici.
La Knorr-Bremse AG, industria tedesca costruttrice di impianti frenanti e di controllo per veicoli commerciali, occupa circa 600 lavoratori.
Inoltre la casa automobilistica tedesca Mercedes-Benz ha effettuato un investimento di 800 milioni di Euro per costruire una nuova fabbrica di automobili nel territorio cittadino.
La prospettiva lavorativa ha previsto la creazione di 2500 posti di lavoro, cosa che ha contribuito in maniera determinante allo slancio di un'economia, quale quella locale, ancora sotto livelli soddisfacenti di sviluppo e che cresce a ritmi piuttosto lenti.
La fabbrica, che risulta il più grande datore di lavoro della zona, essendo il più grande sito produttivo della casa tedesca in Europa fuori dalla Germania, ha aperto nel marzo 2012 e già nel 2016 è uscita la 500.000ª autovettura Mercedes-Benz. È prevista la costruzione di un secondo sito produttivo.
Anche il settore turistico conosce un buon andamento.
I monumenti e le manifestazioni culturali che si susseguono durante l'anno, in particolare durante i mesi primaverili ed estivi, attirano visitatori provenienti per lo più da Germania, Austria, Italia e Paesi Bassi.

## Amministrazione

### Gemellaggi
- Aomori
- Hyvinkää
- Rüsselsheim
- Coventry
- Dornbirn
- Târgu Mureș
- Tekirdağ
- Galánta
- Lindköping
- Sinferopoli
- Berehove
- Arcueil
- Nahariya
- Viborg

## Sport
La squadra di calcio di Kecskemét è il Kecskeméti TE.
Nella stagione 2006-2007 è stata promossa nella Soproni Liga, la prima divisione calcistica del campionato di calcio ungherese.
Kecskemét è stata anche l'unica città capace di vincere 2 edizioni dei Giochi Senza Frontiere, nel 1993 e nel 1996.